# Собор Соловецких святых
Собо́р Солове́цких святы́х — праздник Русской православной церкви в честь святых православных подвижников Соловецкого монастыря, празднуемый 9 (22) августа — на следующий день после празднования перенесения мощей преподобных Зосимы, Савватия и Германа Соловецких. Общецерковное празднование установлено резолюцией патриарха Московского и всея Руси Алексия II от 3 апреля 1993 года. Память подвижников, пострадавших от коммунистического террора в XX веке, отмечают 10 августа в особом Соборе новомучеников и исповедников Соловецких.

## Состав Собора
В Собор Соловецких святых входят следующие православные святые:
- Савватий Соловецкий
- Зосима Соловецкий
- Герман Соловецкий
- Василий Келейник
- Герасим Отшельник
- Ианнуарий Соловецкий
- Иоанн Свещеносец
- Макарий Рыболовец
- Онуфрий Пустынник
- Стефан Трудник
- Филипп Пустынник
- Досифей Затворник
- Елисей Сумский
- Иоанн Яренгский
- Лонгин Яренгский
- Вассиан Пертоминский
- Иона Пертоминский
- Филипп, митрополит Московский
- Феодорит Кольский
- Андрей Пустынник
- Антоний Соловецкий
- Иаков Соловецкий
- Никифор Пустынник
- Иов Ущельский
- Иринарх Соловецкий
- Адриан Пустынник
- Диодор Юрьегорский
- Тимофей Алексинец
- Савва Пустынник
- Елеазар Анзерский
- Маркелл
- Авксентий Кашкаранский
- Аксий Кашкаранский
- Алексий Калужанин
- Гурий Соловецкий
- Ефрем Соловецкий
- Иоанн I Соловецкий
- Иоанн II Соловецкий
- Иосиф I Соловецкий
- Иосиф II Соловецкий
- Кассиан Муезерский
- Кирик Соловецкий
- Мисаил Соловецкий
- Нестор Пустынник
- Севастиан Соловецкий
- Тарасий Кашкаранский
- Тихон Посквитянин
- Трифон Соловецкий
- Феодул Рязанец
- Иов Анзерский

## Богослужебные тексты
В связи с установлением общецерковного празднования Собора Соловецких святых, по благословению наместника Соловецкого монастыря архимандрита Иосифа (Братищева) в июне 1999 года были составлены служба и акафист Собору Соловецких святых. Тексты получили благословение патриарха Московского и всея Руси Алексия II, который являлся священноархимандритом Соловецкого монастыря, для богослужебного использования в Соловецком монастыре и его скитах и подворьях, а впоследствии прошли проверку богослужебно-календарным отделом Издательского совета РПЦ.